# Ramanova spektroskopija
Ramanova spektroskopija je spektroskopska tehnika koja se koristi za izučavanje vibracionih, rotacionih, i drugih nisko frekventnih modova sistema. Metod je dobio ime po C. V. Ramanu za šta je on 1930. godine dobio Nobelovu nagradu. On je baziran na neelastičnom rasejavanju, ili Ramanovom rasejavanju, monohromatskog svetla, obično laserskog u vidljivom, bliskom infracrvenom, ili bliskom ultraljubičastom opsegu. Lasersko svetlo interaguje sa molekulskim vibracijama, fononima ili drugim pobuđivanjima sistema, što za posledicu daje pomeranje energijkog nivoa laserskih fotona naviše ili naniže. Energijsko pomeranje daje informaciju o vibracionim modovima sistema. Infracrvena spektroskopija proizvodi sličnu i komplementarnu informaciju.

## Literatura
- Gardiner, D.J. (1989). Practical Raman spectroscopy. Springer-Verlag. ISBN 978-0-387-50254-0.

## Spoljašnje veze
- Raman na SiGe super rešetki
- Uvod u Ramanovo rasejavanje